# Deutsche Fechtmeisterschaften 2004
Bei den Deutschen Fechtmeisterschaften 2004 wurden Einzel- und Mannschaftswettbewerbe in den Disziplinen Degen, Florett und Säbel ausgetragen. Sie wurden vom Deutschen Fechter-Bund organisiert. Da es im Einzel kein Gefecht um den dritten Platz gab, teilten sich diesen die beiden Halbfinalisten. Die Deutschen Meisterschaften im Florett fanden beim Fecht-Club in Tauberbischofsheim statt, die Degenmeisterschaften in Halle und die Säbelmeisterschaften in Dormagen.
Bei den Damen gewann Anja Müller den Titel im Florett und Imke Duplitzer im Degen. Sandra Benad gewann zum vierten Mal den Titel im Säbel. Im Herrenflorett konnte  Peter Joppich seinen Titel  verteidigen, Christian Kraus im Säbel ebenfalls. Im Degen setzte sich der Vorjahresdritte Sven Schmid durch. 

## Herren

### Florett (Einzel)
| Platz | Sportler      | Verein                  |
| ----- | ------------- | ----------------------- |
| 1     | Peter Joppich | Königsbacher SC Koblenz |
| 2     | Lars Schache  | FC Tauberbischofsheim   |
| 3     | Dominik Behr  | FC Tauberbischofsheim   |
| 3     | Ralf Bissdorf | Heidenheimer SB         |

### Florett (Mannschaft)
| Platz | Verein                  | Sportler |
| ----- | ----------------------- | -------- |
| 1     | FC Tauberbischofsheim   |          |
| 2     | OFC Bonn                |          |
| 3     | Königsbacher SC Koblenz |          |

### Degen (Einzel)
| Platz | Sportler       | Verein                  |
| ----- | -------------- | ----------------------- |
| 1     | Sven Schmid    | FC Tauberbischofsheim   |
| 2     | Daniel Strigel | FC Tauberbischofsheim   |
| 3     | Jörg Fiedler   | FC Tauberbischofsheim   |
| 3     | Jens Pfeiffer  | TSV Bayer 04 Leverkusen |

### Degen (Mannschaft)
| Platz | Verein                  | Sportler |
| ----- | ----------------------- | -------- |
| 1     | FC Tauberbischofsheim   |          |
| 2     | TSV Bayer 04 Leverkusen |          |
| 3     | Heidenheimer SB         |          |

### Säbel (Einzel)
| Platz | Sportler        | Verein                  |
| ----- | --------------- | ----------------------- |
| 1     | Christian Kraus | TSG Eislingen           |
| 2     | Franz Boghicev  | Königsbacher SC Koblenz |
| 3     | Dennis Bauer    | Königsbacher SC Koblenz |
| 3     | Phillipp Kruck  | FC Tauberbischofsheim   |

### Säbel (Mannschaft)
| Platz | Verein                  | Sportler |
| ----- | ----------------------- | -------- |
| 1     | Königsbacher SC Koblenz |          |
| 2     | FC Werbach              |          |
| 3     | FC Tauberbischofsheim   |          |

## Damen

### Florett (Einzel)
| Platz | Sportler          | Verein                |
| ----- | ----------------- | --------------------- |
| 1     | Anja Müller       | FC Tauberbischofsheim |
| 2     | Gesine Schiel     | FC Tauberbischofsheim |
| 3     | Martina Gutermuth | FC Tauberbischofsheim |
| 3     | Rita Römer-König  | FC Tauberbischofsheim |

### Florett (Mannschaft)
| Platz | Verein                | Sportler |
| ----- | --------------------- | -------- |
| 1     | FC Tauberbischofsheim |          |
| 2     | OFC Bonn              |          |
| 3     | SC Berlin             |          |

### Degen (Einzel)
| Platz | Sportler         | Verein                  |
| ----- | ---------------- | ----------------------- |
| 1     | Imke Duplitzer   | Heidenheimer SB         |
| 2     | Britta Heidemann | TSV Bayer 04 Leverkusen |
| 3     | Kristin Redanz   | FC Tauberbischofsheim   |
| 3     | Katrin Holz      | FC Tauberbischofsheim   |

### Degen (Mannschaft)
| Platz | Verein                | Sportler |
| ----- | --------------------- | -------- |
| 1     | Heidenheimer SB       |          |
| 2     | FC Tauberbischofsheim |          |
| 3     | Fechtclub Offenbach   |          |

### Säbel (Einzel)
| Platz | Sportler         | Verein             |
| ----- | ---------------- | ------------------ |
| 1     | Sandra Benad     | TSG Eislingen      |
| 2     | Sibylle Klemm    | TSG Eislingen      |
| 3     | Davina Hierzmann | TV Alsfeld         |
| 3     | Reja Block       | TSV Bayer Dormagen |

### Säbel (Mannschaft)
| Platz | Verein                  | Sportler |
| ----- | ----------------------- | -------- |
| 1     | FC Tauberbischofsheim   |          |
| 2     | TSG Eislingen           |          |
| 3     | Königsbacher SC Koblenz |          |